# Ферзевий гамбіт (мінісеріал)
«Фе́рзевий гамбі́т» (англ. The Queen's Gambit) — драматичний мінісеріал американського режисера і сценариста Скотта Френка за однойменним романом Волтера Тевіса 1983 року з Анею Тейлор-Джой в головній ролі про сходження геніальної шахістки. Консультантами творців фільму стали колишній чемпіон світу з шахів Гаррі Каспаров та тренер з шахів Брюс Пандольфіні. Назва відсилає до шахової тактики жертви фігурами задля прискорення розвитку партії та захоплення ініціативи.
Знімати картину почали в серпні 2019 року в Кембриджі, Онтаріо, але більшість сцен відзнято у Берліні. Дата виходу: 23 жовтня 2020 (США). Було зреалізовано 7 серій тривалістю 46–67 хвилин.
«Ферзевий гамбіт» став найпопулярнішим мінісеріалом на Netflix, за перші чотири тижні його подивилися 62 млн глядачів. Проєкт отримав схвальні відгуки й від критиків, що відзначили акторську гру Ані Тейлор-Джой, операторську роботу та постановку, і від шахової спільноти. Серіалу також приписують відновлення суспільного інтересу до гри.
Серіал здобув багато нагород; він отримав одинадцять статуеток «Еммі», зокрема за найкращий мінісеріал. «Ферзевий гамбіт» виграв премію «Золотий глобус» у двох категоріях: за найкращий мінісеріал або телефільм і Тейлор-Джой за найкращу жіночу роль мінісеріалу або телефільму. Акторка також здобула нагороду «Вибір телевізійних критиків» і премію Гільдії кіноакторів США за найкращу жіночу роль у телефільмі або мінісеріалі.

## Синопсис
«Ферзевий гамбіт» розповідає історію всиротілої шахової вундеркіндки Елізабет Гармон, яка намагається стати найвеличнішою шахісткою світу і водночас бореться з емоційними проблемами, а також із наркотичною та алкогольною залежностями. Мінісеріал названий на честь шахового дебюту з такою ж самою назвою. Дія серіалу починається в середині 1950-х і продовжується в 1960-х.
Історія розпочинається в Лексінгтоні, штат Кентуккі, де 9-річну Бет, яка втратила маму в автокатастрофі, забирають до притулку, в котрому її навчає гри в шахи сторож закладу, містер Шайбель. Як це було поширено в 1950-х, притулок щоденно видає вихованкам транквілізатори, через що в Бет розвивається залежність. Вона швидко стає сильною шахісткою завдяки своїм навичкам візуалізації, які посилюються транквілізаторами. Декілька років по тому Бет вдочеряють Альма Вітлі та її чоловік із Лексінгтона. Попри специфічні стосунки, прийомна мати швидко завважує талант дівчини і стає бізнес-партнеркою Бет у її шаховій кар'єрі. Так, пристосувавшись до нового дому, Бет бере участь у шаховому турнірі й перемагає, попри те, що в неї не було попереднього досвіду в таких змаганнях. Вона зав'язує дружбу з кількома людьми, зокрема із колишнім чемпіоном штату Кентуккі Гаррі Белтіком, чемпіоном США Бенні Воттсом, а також журналістом і шахістом Таунсом. Підіймаючись на вершину шахового світу й пожинаючи фінансові плоди успіху, Бет бореться із сильною залежністю від наркотиків та алкоголю.

## Акторський склад
| Актори                                     | Персонажі               | Роль у серіалі                                                                     |
| Основний склад                             | Основний склад          | Основний склад                                                                     |
| ------------------------------------------ | ----------------------- | ---------------------------------------------------------------------------------- |
| Аннабет Келлі (Annabeth Kelly)             | 5-річна Елізабет Гармон |                                                                                    |
| Ісла Джонстон (Isla Johnston)              | 9-річна Елізабет Гармон |                                                                                    |
| Аня Тейлор-Джой                            | Елізабет Гармон         | молода талановита шахістка                                                         |
| Серхіо Ді Зіо (Sergio Di Zio)              |                         | рідний батько Елізабет Гармон, має іншу родину                                     |
| Хлоя Піррі (Chloe Pirrie)                  | Еліс Гармон             | рідна мати Елізабет Гармон                                                         |
| Патрік Кеннеді (Patrick Kennedy)           | Олстон Вітлі            | названий батько Елізабет Гармон, який живе окремо від дружини                      |
| Маріель Геллер (Marielle Heller)           | Альма Вітлі             | названа матір Елізабет Гармон                                                      |
| Крістіан Зайдель (Christiane Seidel)       | Гелен Дієрдорфф         | директорка притулку                                                                |
| Білл Кемп (Bill Camp)                      | пан Шайбель             | Завгосп, перший шаховий учитель Елізабет Гармон                                    |
| Мозес Інґрем (Moses Ingram)                | Джолін                  | сирота в дитячому будинку, старша подруга Елізабет Гармон, потім успішна адвокатка |
| Ребекка Рут (Rebecca Root)                 | пані Лонсдейл           | вихователька                                                                       |
| Акемнджі Ндіфорн'єн (Akemnji Ndifornyen)   | пан Фергюссон           | працівник притулку                                                                 |
| Гаррі Меллінг (Harry Melling)              | Гаррі Белтік            | один із суперників Елізабет Гармон у Кентуккі, друг, закоханий у неї               |
| Джейкоб Форчун-Ллойд (Jacob Fortune-Lloyd) | Таунс                   | журналіст, шахіст, друг та невзаємне кохання Елізабет Гармон                       |
| Томас Броді-Санґстер                       | Бенні Воттс             | один із головних конкурентів Елізабет, потім співчемпіон США та друг               |
| Марчин Дорочиньський (Marcin Dorociński)   | Василь Боргов           | російський чемпіон світу з шахів, найзапекліший противник Елізабет Гармон          |
| Повторювані ролі                           |                         |                                                                                    |
| Долорес Карбонарі (Dolores Carbonari)      | Маргарет                | однокласниця Елізабет Гармон, лідерка дівчат                                       |
| Метью Денніс Льюїс (Matthew Dennis Lewis)  | Метт                    | шахіст-організатор місцевих турнірів, друг Елізабет, близнюк Майка                 |
| Рассел Денніс Льюїс (Russell Dennis Lewis) | Майк                    | шахіст-організатор місцевих турнірів, друг Елізабет, близнюк Метта                 |
| Яніна Елкін (Janina Elkin)                 | пані Боргова            | дружина та перекладачка Василя Боргова                                             |

## Український дубляж
- Студія: Постмодерн[7]
- Режисер дубляжу: Оксана Гринько
- Перекладач: Катерина Щепковська
- Звукооператор: Андрій Славинський
- Спеціалісти зі зведення звуку: Юрій *Антонов, Олександр Мостовенко
- Менеджер проекту: Олена Плугар

Ролі дублювали:
- Бет — Анна Дончик
- Юна Бет — Таїсія Кривов'яз
- Джолін — Юлія Малахова
- Містер Шейбел — Олег Стальчук
- Micic Вітлі — Лідія Муращенко
- Белтік — Андрій Соболєв
- Бенні — Євгеній Лісничий

А також: Наталія Ярошенко, Оксана Гринько, Іван Корнієнко, Марія Яценко, Михайло Кришталь, Михайло Войчук, Володимир Терещук, Катерина Качан, Олена Узлюк, В'ячеслав Дудко, Ксенія Лук'яненко, Яна Кривов'яз, Анастасія Павленко, Катерина Башкіна-Зленко, Олена Борозенець, Роман Солошенко, Дмитро Тварковський, Євгеній Сардаров, Вячеслав Хостікоєв, Руслан Драпалюк, Тетяна Руда, Олег Лепенець, Дмитро Гаврилов, Вячеслав Скорик, Олександр Шевчук, Дем'ян Шиян, Євген Локтіонов, Роман Чорний, Євген Пашин,

## Виробництво

### Створення
19 березня 2019 року було оголошено, що Netflix замовив мінісеріал «Ферзевий гамбіт», який складатиметься з шести епізодів. Серіал зрежисував Скотт Френк, який також є сценаристом шоу разом з Алланом Скоттом. Вони також виступили виконавчими продюсерами разом із Вільямом Горбергом. Аллан Скотт намагався вивести книгу на екран з 1992 року, коли він придбав права на екранізацію.
Ще 1991 року Френк написав сценарій для фільму «Маленький чоловік Тейт», в якому намагався розкрити тему ціни геніальності. За його словами, йому це «не зовсім вдалося». Але після прочитання роману «Ферзевий гамбіт» він зрозумів, що через історію геніальної шахістки Бет Гармон про цю тему можна значно краще розповісти. Френк захотів адаптувати роман для телебачення, а не для великого екрану, щоб «не втратити багато того, що робить книгу чудовою». Також він хотів зачепити деякі теми, які в романі не порушуються.
Колишній чемпіон світу з шахів Гаррі Каспаров і тренер з шахів Брюс Пандольфіні виступили спеціальними консультантами серіалу. Окрім них, творців шоу консультували Іпе Рубінг і Джон Пол Аткінсон. Пандольфіні консультував Тевіса перед публікацією роману, і запропонував остаточну назву книги — «Ферзевий гамбіт». Також він був консультантом фільму «У пошуках Боббі Фішера», який спродюсував Горберг. Каспарову спершу запропонували зіграти роль Василя Боргова, але він відмовився через напружений графік. Проте Каспаров запропонував свою допомогу як консультанта для того, щоб «забезпечити автентичність шахових змагань». Мінісеріал присвячений пам'яті Рубінга, який помер у травні 2020 року.
Серіал випустили 23 жовтня 2020 року, і він складається зі семи епізодів замість спочатку запланованих шести. Френк пояснив це тим, що він, з одного боку, хотів належним чином показати кожен шаховий матч, яких чимало в серіалі, а з іншого — щоб в одному епізоді не було забагато шахових партій.

### Кастинг
Підбором акторок та акторів для мінісеріалу займалися Еллен Льюїс, Кейт Спренс, Олівія Скотт-Вебб, Тіна Джеруссі (канадський кастинг) і Анна-Лена Слейтер (німецький кастинг). Льюїс і Спренс вже співпрацювали разом зі Скоттом Френком над мінісеріалом «Забуті Богом». Одночасно з повідомленням про замовлення серіалу також оголосили, що Аня Тейлор-Джой виконає головну роль. Як зізналася сама акторка, вона погодилася на роль Бет ще тоді, коли не було сценарію, прочитавши лише книгу. У січні 2020 року було підтверджено, що Мозес Інґрем приєдналася до акторського складу. Після оголошення дати прем'єри мінісеріалу було повідомлено, що Білл Кемп, Томас Броді-Сангстер, Гаррі Меллінг і Маріель Геллер виконають головні ролі. Такі актори як Броді-Сангстер, Крістіан Зайдель, Меттью і Расселл Денніс Льюїси вже знімалися в іншому шоу Френка — «Забуті Богом», а Геллер виконала роль у його фільмі «Прогулянка серед могил».

### Зйомки

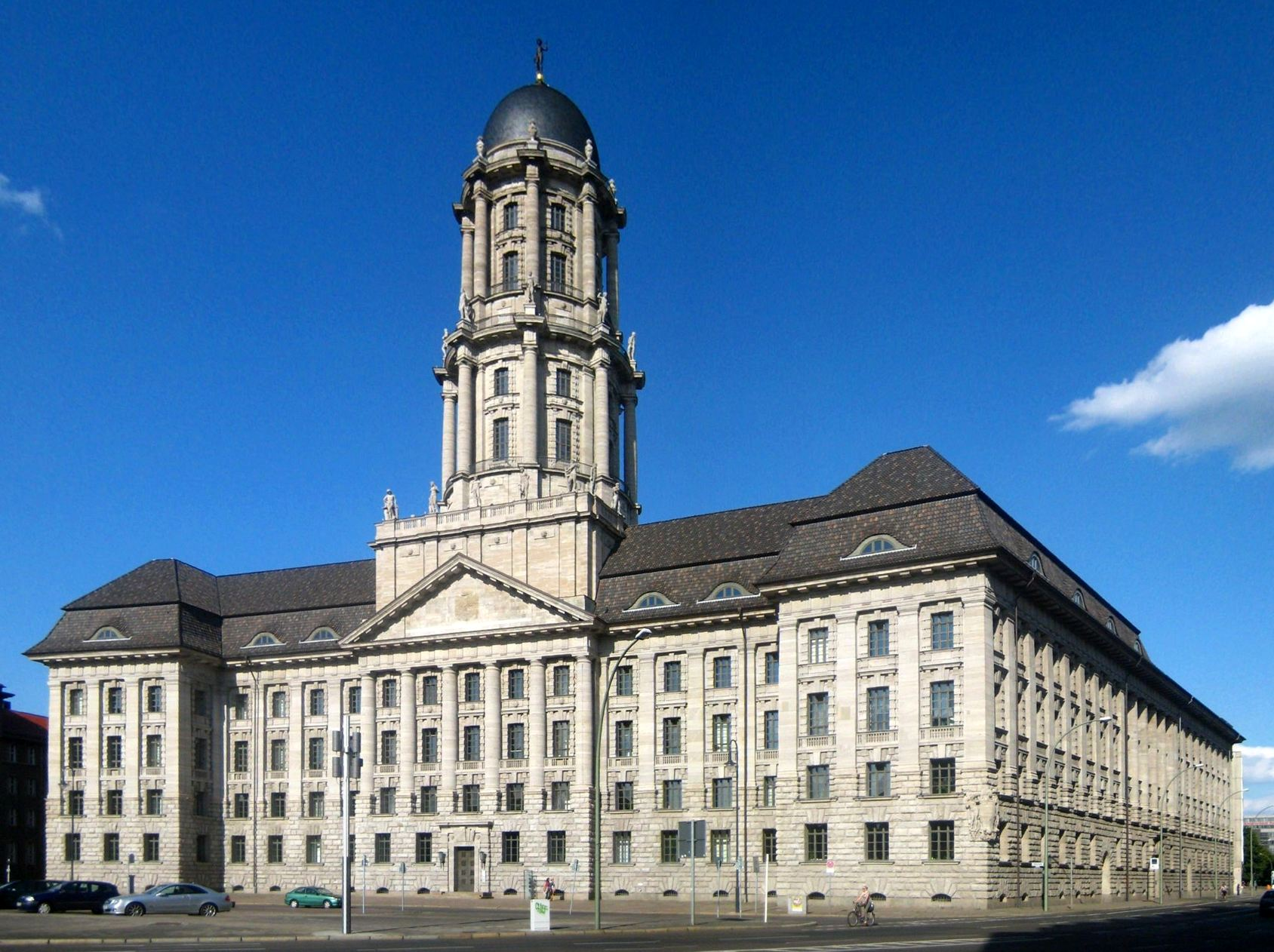
Стара берлінська ратуша, в якій відзняли фінальний турнір у Москві

Знімальний період розпочався у серпні 2019 року у Кембриджі, Онтаріо, декілька сцен також відзняли в Торонто. Хоча події серіалу відбуваються здебільшого у США, зйомки проходили переважно у Берліні. Готель у Парижі, де глядачі бачать перші сцени серіалу, насправді називається «Хаус Камберленд», що розташований на бульварі Курфюрстендамм. Тут знаходилося кафе «Ґросс», в якому теж проходили зйомки. Також деякі сцени серіалу в Парижі відзнято в музеї Боде. Дитячий притулок в Кентуккі, куди потрапила маленька Бет — це замок Шульцендорф, розташований недалеко від Берліна. Секонд-хенд «Гумана» поблизу станції метро «Франкфуртер Тор» став універмагом Бена Снайдера, де названа мама Бет купила їй одяг. Сцени шахового турніру в готелі у Цинциннаті відзняті в концертному залі «Майстерзаль», що неподалік Потсдамської площі. Серед інших локацій Берліна, використаних у серіалі, можна побачити виставковий комплекс п'ятдесятих років «Palais am Funkturm» (для сцен у готелі в Лас-Вегасі, де проходив Відкритий чемпіонат США), театр «Фрідріхштадтпаласт» (для сцен у готелі в Мехіко, де відбувався міжнародний турнір), Берлінський зоологічний сад (сцени у Мехіко, коли Бет їздить в зоопарк), «Ведмежу залу» в Старій берлінській ратуші (сцени, де пройшов турнір у Москві), житловий комплекс на Карл-Маркс-аллеє (сцени у російському готелі, де зупинилася Бет), бар «Панорама» у кінотеатрі «Кіно Інтернаціональ» (сцени в ресторані вищезгаданого готелю). Фінальні сцени, де головна героїня прогулюється вулицями Москви й зустрічає місцевих шахістів, відзняті в парку «Розенгартен», який також розташований на Карл-Маркс-аллеє.

### Художня постановка
Художник-постановник серіалу Улі Ганіш розробив декорації шоу, щоб відтворити естетику 1950-х і 1960-х років. В інтерв'ю Architectural Digest він розповів, що серіал знімали здебільшого в Берліні, тому що це місто в XX-му столітті було розділене на західну і східну частини, через що в ньому є різноманітна архітектура, яка дозволяє зобразити багато різних місць. Канада була потрібна для знімання декількох будівель, які повинні були здаватися американськими.

### Костюми
Дизайнеркою костюмів виступила Габрієль Біндер, яка також працювала над костюмами для фільмів «У краю крові та меду» і «Робота без авторства». Для неї початком роботи над серіалом стало ознайомлення з шаховим світом. Біндер вирішила «з'ясувати, які риси є унікальними для шахістів, і що робить їх цікавими людьми». При створенні костюмів надихалася Джин Сіберг, Еді Седжвік, стилем «Biba», «Фабрикою» Енді Воргола, модним домом «Balenciaga» а також роботами Андре Куррежа і П'єра Кардена.
Костюми Бет Гармон відбивають її еволюцію як особистості, так і гравчині в шахи. Деякі костюми прикрашені клітинками, що нагадують шахову дошку. Біндер вибрала клітинковий принт, оскільки вважала, що головна героїня «інтуїтивно вибиратиме носити одяг, який так чи інакше пов'язаний із шахами». На її думку, «контрастність клітинки також відбиває тонкощі самої гри — вона рішуча, це перемога або поразка». Костюми Бет Гармон в першому і сьомому епізодах можна порівняти. В першому епізоді Гармон носить сукню з вишивкою у вигляді її імені, яку для неї пошила мати. В останньому епізоді вона з'являється в сукні такого ж кольору на турнірі в Москві, де здобуває перемогу. За словами Біндер, «колір сукні відбиває уявлення Бет про те, що таке дім». Він нагадує про те, що в цей момент «її мати поруч із нею». Хоча на початку серіалу цей колір символізує тендітність героїні, але в останньому епізоді він є «ознакою її сили і символом повернення додому». Білий костюм, в який одягнена Бет у фінальній сцені серіалу, символізує те, що вона стала королевою шахів.
Костюми з «Ферзевого гамбіту» та серіалу «Корона» були виставлені на показ Бруклінським музеєм як частина віртуальної виставки «Королева і Корона: віртуальна виставка костюмів».

### Зачіски та грим

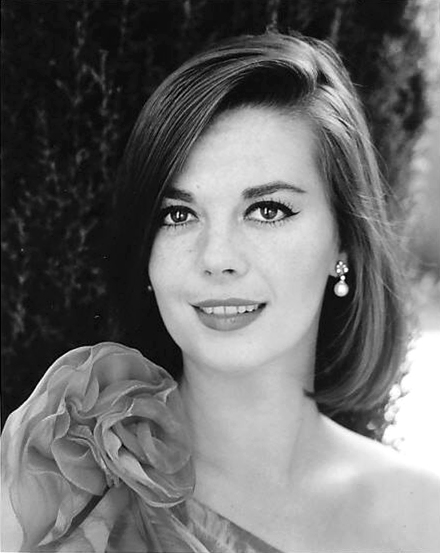
Наталі Вуд була однією з головних муз Денієла Паркера при створенні образу Бет Гармон

Художником з гриму і зачісок став Денієл Паркер, який працював над такими фільмами як «Троя» і «Тридцять хвилин по півночі», а також мінісеріалом «Чорнобиль». За роботу над останнім шоу його 2019 року номінували на прайм-тайм премію «Еммі» у двох категоріях: за найкращий непластичний грим в мінісеріалі або телефільмі та за найкращий пластичний грим в серіалі, мінісеріалі або телефільмі. Для того, щоб персонажі серіалу мали якомога більш автентичну зовнішність, Паркер шукав історичні згадки про те, як виглядали люди того періоду. Джерелом натхнення для образу Гармон стали такі знаменитості того часу, як Наталі Вуд, Ріта Гейворт, Лорен Беколл, Грейс Келлі, Мерілін Монро, Марішка Вереш і Твіггі.
Упродовж всього серіалу зачіска і макіяж розповідають історію протагоністки, відбивають її вік, зрілість і психічний стан. Короткий чубчик юної Бет (так її підстригли в дитячому будинку) символізує втрату ідентичності. Героїня дорослішає, стає елегантною дівчиною, і її зачіска перетворюється в хвилясте каре з косим проділом. Помаду Бет спеціально підбирали для кожної окремої сцени й віку. Щоб показати зв'язок між головною героїнею і її названою матір'ю Альмою, ближче до фіналу Паркер підібрав для Бет помаду, колір якої схожий на помаду Альми як данина останній. Макіяж головній героїні додавали поступово, в міру її дорослішання, тому що Паркер вирішив «показати, як маленька бідна сирота з часом перетворюється в справді гламурну дівчину».
Хоча в книзі Бет — шатенка, але після прочитання сценарію Паркер вирішив, що героїня повинна бути рудоволосою. Її названа мати Альма повинна була бути блондинкою, але стала брюнеткою. Всі зачіски Бет створили за допомогою перук, яких було чотири. Для створення зачісок використовували методики того часу (перуку накручували на бігуді на ніч).

### Операторська робота
Оператором серіалу став Стівен Мейцлер, який вже працював разом зі Скоттом Френком над телефільмом «Гоук» і мінісеріалом «Забуті Богом». За роботу над останнім шоу його 2018 року номінували на прайм-тайм премію «Еммі» за найкращу операторську роботу. Великий вплив на вигляд серіалу справила драма Джонатана Ґлейзера «Народження», зокрема робота оператора того фільму Гарріса Савідіса. Мейцлер і Френк намагалися наслідувати напружений шлях, яким у цій картині передали незвичність персонажки Ніколь Кідман.
Практично для всіх сцен знімальна група послуговувалася камерами «Red Ranger» і об'єктивами «Zeiss Supreme». Мейцлер намагався зробити так, щоб погляд і настрій Бет розповідали композицію. Тому в серіалі часто є сцени, в яких глядачі бачать те, що бачить протагоністка (наприклад, сцена в другому епізоді, де Бет сидить на сходах в домі своїх названих батьків і розмовляє з Альмою, яка грає за фортепіано). Щоб показати прогрес Гармон, Мейцлер використовував довгі кадри, на зйомку частини з яких його надихнули сцени з інших фільмів. Наприклад, у третьому епізоді сцена входу Бет у готель в Лас-Вегасі, де проходитиме Відкритий чемпіонат США, натхненна сценою «These Boots Are Made for Walkin'» з фільму «Суцільнометалева оболонка», а сцена у фінальному епізоді серіалу в Москві, де Бет йде в громадський парк і зустрічає місцевих шахістів (яку Мейцлер зняв ручною камерою), натхненна фінальною сценою фільму «Іда» Павела Павліковського. На вигляд серіалу також вплинув німецький експресіонізм, тому в шоу можна побачити контрасти світла і тіні. З метою зробити так, щоб шахи виглядали динамічними і захопливими, Мейцлер і Френк вирішили не показувати постійно шахову дошку, а підкреслити те, що відбувається в матчах, через обличчя персонажів. На таке рішення їх підштовхнув фільм Едварда Цвіка «Ігри чемпіонів».

### Музика
Музику до серіалу написав Карлос Рафаель Рівера, який до цього співпрацював із Френком над фільмом «Прогулянка серед могил» і мінісеріалом «Забуті Богом». За роботу над останнім шоу він 2018 року та здобув прайм-тайм премію «Еммі» за найкращу оригінальну музичну тему для вступних титрів. Спочатку Френк хотів, щоб для музики використовували лише фортепіано, але зрештою разом із Ріверою віддали перевагу оркестровій музиці для більшої «інструментальної глибини і забарвлення». Написання музики для шахів було нелегкою задачею для Рівери, якого Френк попередив, що «музика виконуватиме багато важкої роботи». Він вирішив показати зростання Бет — як людини, так і гравчині у шахи — поступово додаючи все більше інструментів.

## Список серій
| Номер серії | Назва                             | Режисер     | Сценарист                | Дата виходу         |
| --- | --------------------------------- | ----------- | ------------------------ | ------------------- |
| 1 | «Дебюти» «Openings»               | Скотт Френк | Скотт Френк, Аллан Скотт | 23 жовтня 2020 року |
| Дев'ятирічна Елізабет «Бет» Гармон стає сиротою після того, як її мати Еліс гине в автокатастрофі в штаті Кентуккі. Бет потрапляє в притулок для дівчат «Метуен», де вихованкам дають транквілізатори, щоб зробити їх слухняними. Одного разу в підвалі Бет помічає прибиральника, містера Шайбеля, який сам з собою грає в шахи. Після багатьох прохань він неохоче погоджується навчити її цій грі. Бет швидко досягає успіхів завдяки своєму просторовому мисленню і зловживанню транквілізаторами, які допомагають їй зосереджуватися і візуалізувати шахові партії на стелі над своїм ліжком. Коли Шайбель починає постійно програвати, він знайомить Бет з тренером місцевого шкільного шахового клубу містером Ганцом, якого вона також обігрує. Ганц запрошує її взяти участь в сеансі одночасної гри проти всієї його команди. Вона впевнено перемагає всіх суперників і після цього в розмові з Шайбелем критикує їхню шахову майстерність і радіє своєму успіху. Після того, як в США приймають закон, який забороняє давати дітям транквілізатори, Бет починає страждати від абстинентного синдрому. Вона попадається на крадіжці банки з ліками і знепритомнює від передозування після того, як ковтає декілька жмень таблеток. |                                   |             |                          |                     |
| 2 | «Якість» «Exchanges»              | Скотт Френк | Аллан Скотт, Скотт Френк | 23 жовтня 2020 року |
| Після передозування Бет забороняють грати в шахи. Минає час, і в підлітковому віці Бет вдочеряють Альма і Олстон Вітлі, які живуть в передмісті Лексінгтона. Олстон емоційно холодний і постійно їздить в «ділові поїздки»; невдовзі стає очевидним, що шлюб Вітлі розвалюється. В новій середній школі популярні дівчата з клубу «Еппл Пай» глузують над Бет через її непоказний одяг. Бет дізнається, що її названа мати приймає ті ж самі транквілізатори, які їй давали в притулку, і таємно бере частину таблеток, що дозволяє їй знову грати в уявні шахи. Вона також краде в магазині шаховий журнал і дізнається про майбутній чемпіонат штату Кентуккі. Бет пише лист містеру Шайбелю з проханням надіслати гроші для реєстраційного внеску. Під час змагань вона закохується в одного із суперників, молодого хлопця на ім'я Таунс. Після другого дня турніру Бет повертається додому і дізнається, що містер Вітлі пішов із сім'ї. Бет боїться, що її відправлять назад в притулок, але місіс Вітлі каже їй , що вони брехатимуть, аби Бет могла залишитися вдома. Під час фінального матчу турніру проти Гаррі Белтіка, гравця з найвищим рейтингом, Бет вдається в паніку і біжить в убиральню, де приймає транквілізатор, після чого легко здобуває перемогу і стає чемпіонкою штату Кентуккі. Дізнавшись про розмір призових, які можна отримати на турнірах, Альма вирішує заробляти на цьому. |                                   |             |                          |                     |
| 3 | «Подвоєні пішаки» «Doubled Pawns» | Скотт Френк | Аллан Скотт, Скотт Френк | 23 жовтня 2020 року |
| В 1963 році Бет виграє турнір в Цинциннаті і віддає Альмі 15 % призових як агентську комісію. Бет продовжує прогулювати школу заради поїздок на турніри і завдяки своїм досягненням швидко завойовує національне визнання. Вона також починає стильно одягатися, оскільки її виграші ростуть. В школі дівчата з клубу «Еппл Пай», які раніше третирували Бет, запрошують її на вечірку. Невдовзі вона розуміє, що у неї немає нічого спільного з ними і, поцупивши пляшку джина, тікає додому. В 1966 році Бет приїжджає в Лас-Вегас на Відкритий чемпіонат США, де знову зустрічає Таунса, який на цей момент є кореспондентом, що висвітлює цю подію для лексінгтонської газети. Вони підіймаються в його готельний номер, де Таунс фотографує дівчину. Вони грають в шахи і розділяють інтимний момент, але їх перериває сусід Таунса по номеру, якого Бет вважає бойфрендом Таунса. Бет раптово йде, і Таунс не встигає прояснити ситуацію. Бет знайомиться з чинним чемпіоном США Бенні Воттсом, який вказує на помилку в її грі проти Белтіка. Бет приголомшена і втрачає впевненість в собі. Наступного дня вона терпить свою першу професійну поразку, програвши Воттсу; вони закінчують турнір як спільні чемпіони. |                                   |             |                          |                     |
| 4 | «Мітельшпіль» «Middle Game»       | Скотт Френк | Аллан Скотт, Скотт Френк | 23 жовтня 2020 року |
| Бет відвідує вечірні курси російської мови в місцевому коледжі. Вона відвідує вечірку, де курить марихуану і втрачає незайманість з одним із студентів. Залишившись однією в його порожній квартирі на вихідних, Бет не відмовляє собі у випивці і наркотиках. Після закінчення середньої школи Бет вирушає з Альмою на міжнародний турнір в Мехіко. Більшість свого часу Альма проводить з Мануелем, давнім знайомим за листуванням, і вступає з ним в сексуальні стосунки. Бет змагається з декількома міжнародними гравцями, зокрема з тринадцятирічним радянським вундеркіндом Георгієм Гіревим, якого вона перемагає в непростій грі, яка триває два дні. В переповненому ліфті Бет використовує свої знання російської мови, щоб підслухати радянського чемпіона світу Василя Боргова і двох його товаришів. Саме тоді коли вони вказують на її слабкі сторони як гравця, Боргов відмічає, що вона всього-на-всього сирота і виживає, як і вони. Мануель невдовзі кидає Альму, заявляючи, що йому необхідно вирушити в ділову поїздку в Оахаку. Наступного дня Бет грає з Борговим і програє йому в напруженій грі після того, як він дивує її несподіваним дебютом. Коли Бет повертається в готельний номер, вона виявляє, що її мати померла, найімовірніше від гепатиту, посиленого надмірним вживанням алкоголю. Бет вдається додзвонитися до Олстона в Денвері, але той лише розповідає, на якому цвинтарі знаходиться сімейна ділянка Альми і не хоче мати з нею нічого спільного. Проте він погоджується дозволити Бет залишити дім Альми. Вона прилітає додому з гробом для організації похорону.                        |                                   |             |                          |                     |
| 5 | «Вилка» «Fork»                    | Скотт Френк | Аллан Скотт, Скотт Френк | 23 жовтня 2020 року |
| Бет повертається додому в Кентуккі і знову зустрічається з Гаррі Белтіком, який вчиться в коледжі і має до неї романтичні почуття. Після пропозиції Бет він переїжджає в дім Альми, щоб приєднатися до Бет, яка залишилася в повній самотності. Вони проводять час за тренуваннями і декілька разів сплять разом, допоки Белтік не розуміє, що одержимість Бет шахами завжди буде важливішою будь-яких стосунків, які у них можуть бути. Вони розлучаються після зізнання Белтіка про те, що його пристрасть до гри згасла. В місті Бет зустрічається зі своєю колишньою шкільною мучителькою Маргарет, яка невдовзі після закінчення школи вийшла заміж, народила дочку і стала алкоголічкою. Бет вирушає в Огайо на чемпіонат США 1967 року, де знову зустрічає Бенні Воттса. Ввечері напередодні фінального матчу Бенні в кафе пропонує Бет зіграти в швидкі шахи, по п'ять доларів за кожний виграний раунд. Бенні здобуває перемогу за перемогою і забирає у Бет всі гроші. Однак наступного дня Бет перемагає Бенні і стає чемпіонкою США. Вони обговорюють майбутнє Бет на міжнародних турнірах. Бенні, який розуміє, що Бет потрібен взірець для наслідування і хороший тренер, запрошує її до себе в Нью-Йорк для підготовки до турніру в Парижі. |                                   |             |                          |                     |
| 6 | «Відкладена партія» «Adjournment» | Скотт Френк | Скотт Френк, Аллан Скотт | 23 жовтня 2020 року |
| Дорогою в Нью-Йорк Бет і Бенні розважаються, коли грають в шахи наосліп, і практикуються в російській мові. В Нью-Йорку Бенні і Бет починають інтенсивні тренування, щоб підготуватися до турніру в Парижі. Бенні запрошує до себе додому двох сильних гравців, Гілтона Векслера і Артура Левертова, а також їхню подругу, французьку модель Клео, у якої раніше також був короткий роман з самим Бенні. Бет багато разів перемагає Бенні, Векслера і Левертова в швидких шахах і виграє набагато більше грошей, ніж Бенні забрав у неї в Огайо. Бет починає дружити з Клео. Зрештою Бет і Бенні піддаються взаємним почуттям і займаються сексом, але Бенні псує настрій розмовою про шахи. Бет вирушає в Париж і проходить в фінал з Борговим. В номер Бет дзвонить Клео, яка також є в Парижі, і запрошує випити. Бет сумнівається, але врешті-решт приєднується до Клео в барі. Бет проспала, і її будить адміністратор. Вона швидко вмивається і одягається, після чого поспішає вниз на турнір, залишаючи Клео спати в своєму ліжку. Через похмілля і нездатність сконцентруватися, вона знову програє Боргову. Розчарована Бет відхиляє пропозицію Бенні приїхати до нього в Нью-Йорк і натомість повертається додому в Кентуккі. Олстон відмовляється від попередньої домовленості і змушує Бет дорого заплатити за його долю в домі. Бет поринає в наркотичний та алкогольний запій і знепритомнює після удару головою об столик. Белтік зустрічається з нею і заявляє, що їй варто лікуватися від алкоголізму. Бет розгнівано просить дати їй спокій. Наступного дня на порозі дому Бет з'являється її давня подруга Джолін. |                                   |             |                          |                     |
| 7 | «Ендшпіль» «End Game»             | Скотт Френк | Скотт Френк, Аллан Скотт | 23 жовтня 2020 року |
| Джолін і Бет відвідують похорони містера Шайбеля. Після цього Бет повертається в притулок і з'ясовує, що Шайбель слідкував за її кар'єрою до самої своєї смерті. Розкриваються подробиці щодо дитинства Бет. Джолін допомагає їй кинути пити за допомогою занять зі сквошу. Бет відмовляється від фінансування «Християнського хрестового походу» для поїздки в СРСР. Вона просить Бенні допомогти їй з грошима, але той відмовляється. Джолін позичає подрузі необхідну суму, і Бет приїжджає на московський турнір. Бет виграє декілька партій, набуває великої популярності серед російських вболівальників і спускає свої транквілізатори в унітаз. У фінальному матчі проти Боргова Бет розігрує ферзевий гамбіт; партія відкладається після сорока ходів. Бет знову зустрічається з Таунсом, який як репортер висвітлює турнір для газети «Lexington Herald-Leader». В номер Бет телефонує Бенні, який зібрав в Нью-Йорку Гаррі, Метта, Майка, Векслера і Левертова для аналізу партії з Борговим. Коли ввечері матч відновлюється, Бет вдається візуалізувати гру без таблеток, і, зрештою, вона виграє у Боргова після того, як той пропонує нічию. Натовп фанів, який зібрався біля залу, зустрічає переможницю аплодисментами. Дорогою в аеропорт Бет просить зупинити автомобіль і прямує в парк, де літні чоловіки на лавках грають в шахи. Вони впізнають чемпіонку і тепло вітають, а також запрошують зіграти партію. |                                   |             |                          |                     |

## Шахи
Точно і правдоподібно зобразити шаховий світ у мінісеріалі творцям шоу допомогли Брюс Пандольфіні і Гаррі Каспаров. Для мінісеріалу Пандольфіні спершу придумав більш ніж 90 шахових позицій, які б відповідали різним ситуаціям у сценарії, частину з яких переробив Каспаров. Загалом же для шоу було створено близько 350-ти шахових позицій. Для різних персонажів Пандольфіні розробив різні стилі гри. За його словами, персонажка Ані Тейлор-Джой «є дуже інтуїтивною гравчинею», яка «любить атакувати». І щоб відобразити це, він придумав для неї багато агресивних позицій. Шахові матчі у мінісеріалі засновані на справжніх історичних партіях. Наприклад, основою для фінальної партії між Гармон і Борговим стала гра між Василем Іванчуком і Патріком Вольффом 1993 року. Каспаров намагався знайти професійні партії, які б відповідали описаним партіям у книзі. За його словами, найважче це було зробити для останньої гри між Гармон і Борговим, оскільки ця партія повинна була бути зіграною через ферзевий гамбіт і відкладеною у складній позиції.
Пандольфіні навчав акторів, куди потрібно ходити фігурами. Щоб їм було легше запам'ятати ходи, Пандольфіні використовував мнемонічні прийоми та інші візуальні підказки, а самі ходи розбив на послідовності із трьох. Також акторам на їхні смартфони встановили спеціальну програму, завдяки якій вони могли повторювати ходи. Крім цього, Пандольфіні вчив акторів, як правильно брати фігури, як їх переміщати, коли тиснути на шаховий годинник, як поводитися біля шахової дошки, наскільки довго думати над одним ходом, давав поради щодо того, якою повинна бути міміка. Каспаров також допомагав з відтворенням атмосфери турнірів, насамперед неамериканських.
Журналіст Ділан Леб Мак-Клейн високо оцінив мінісеріал, назвавши шоу «однією з найкращих і найуспішніших екранізацій шахів». У своїй статті для The New York Times він відзначив вдале зображання напруги шахових турнірів і повної одержимості, яку шахи можуть викликати. Також автор статті похвалив мінісеріал за те, що в ньому відсутні помилки (такі як неправильне розміщення світлих і темних клітин на шаховій дошці, або, наприклад, невміння персонажів правильно брати фігури і ходити ними), які часто трапляються в інших екранізаціях про шахи. До основних недоліків у зображанні шахових сцен він відніс те, що на турнірах гравці дуже швидко роблять ходи, а також розмовляють між собою упродовж деяких матчів. За його словами, ці неточності зумовлені художньою необхідністю, але, все ж таки, це неправдоподібно.

## Сприйняття

### Глядацька аудиторія
28 жовтня 2020 року серіал став шоу, яке переглянули найбільшу кількість разів за цей день на Netflix. 23 листопада 2020 року було повідомлено, що за перші 28 днів після прем'єри серіалу його подивилися 62 мільйони користувачів, зробивши «Ферзевий гамбіт» найпопулярнішим мінісеріалом на Netflix на цей момент. Скотт Френк відреагував на це, заявивши: «Я одночасно задоволений і приголомшений відгуком». Того ж дня стало відомо, що серіал увійшов до десятки найпопулярніших стрічок Netflix у 92-х країнах світу з моменту його прем'єри, і перебував принаймні один день на першому місці в 63-х із них. Серіал був на вершині рейтингу Нільсена у періоди з 26 жовтня до 1 листопада, з 2 листопада до 8-го, і з 9-го до 15 листопада 2020 року, ставши першим серіалом, якому це вдалося упродовж трьох тижнів поспіль, відколи Нільсен з вересня того ж року почав складати щотижневий список найпопулярніших шоу на стрімінгових платформах.

### Рецензії кінокритиків

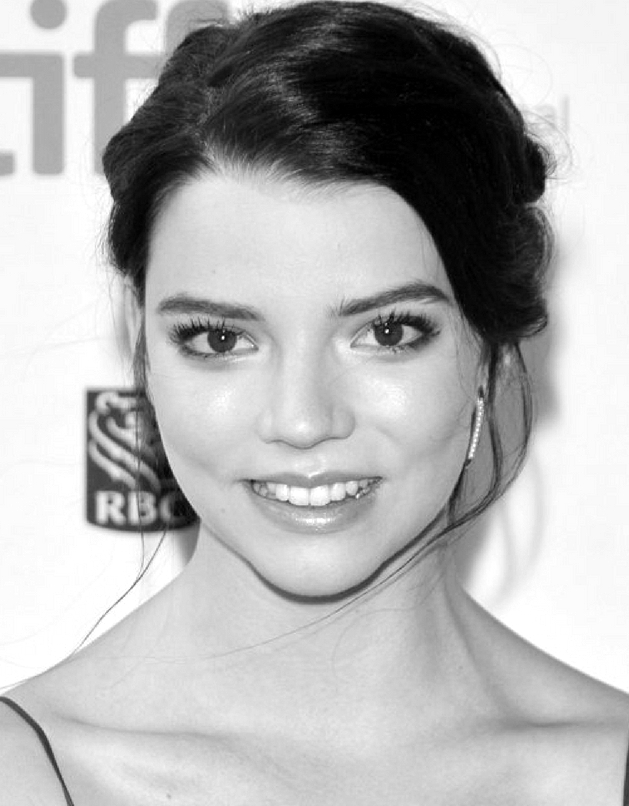
Гра Ані Тейлор-Джой дістала широке визнання критиків, і принесла їй номінацію на прайм-тайм премію «Еммі» за найкращу жіночу роль у мінісеріалі або телефільмі

Більшість критиків позитивно прийняли мінісеріал, частина з них визнала «Ферзевий гамбіт» одним із найкращих шоу 2020 року. На сайті-агрегаторі рецензій Rotten Tomatoes мінісеріал має 97 % «свіжості» на основі 100 рецензій із середнім рейтингом 7,94/10. Критичний консенсус сайту стверджує: «Його ходи не завжди ідеальні, але завдяки привабливій грі Ані Тейлор-Джой, неймовірно реалізованим історичним деталям та емоційно інтелігентному сценарію „Ферзевий гамбіт“ є абсолютною перемогою». На Metacritic серіал отримав 79 балів зі 100 на основі 28-ми рецензій від кінокритиків, що свідчить про «загалом позитивні рецензії».
На думку Роберта Ллойда з Los Angeles Times мінісеріал «продуманий, захопливий і розважальний». Меттью Гілберт із The Boston Globe вважає шоу «розумною і цікавою семисерійною подорожжю». Річард Лоусон із Vanity Fair похвалив серіал, написавши: «Це своєрідне вишукане престижне телебачення, яке Netflix повинен виготовляти частіше. Воно розумне, добре і зі смаком впевнене в достойності свого предмета». Джоел Келлер із Decider відзначив Аллана Скотта і Скотта Френка, які за його словами «зробили прекрасну роботу з адаптації давно жаданого роману 1983 року і дослідження етапів життя Бет Гармон». Лінда Маррік із The Jewish Chronicle також похвалила останніх, які, на її думку «змогли перетворити історію про один із найбільш тямущих і негламурних видів спорту в щось справді магічне і неперевершене». Ярослав Підгора-Гвяздовський з Громадського телебачення добре відгукнувся про мінісеріал. Він вважає, що особливість шоу полягає «у поєднанні дурниць і виваженості, у виявленні штампів та одночасному їх запереченні. На перший погляд, феміністичний, „Гамбіт“ поступово, повільно, а під фінал усе швидше перетворюється на філософський». Такі складові серіалу як костюми, зачіски, грим, художня постановка, монтаж, операторська робота, музика теж дістали від критиків високі оцінки.
Також кінокритики відзначили гру акторів, зокрема виконавиці головної ролі Ані Тейлор-Джой. Браян Лоурі з CNN вважає, що мінісеріал варто переглянути лише через «магнетичну присутність» Тейлор-Джой. Джон Андерсон із The Wall Street Journal у своїй рецензії написав: «Міс Тейлор-Джой справді є початком і кінцем гри „Ферзевого гамбіту“, чия акторська гра настільки ж точна фізично, як і емоційно». На його думку, Тейлор-Джой і Маріель Геллер за свої ролі заслужили отримати нагороди. Джуді Берман із Time назвала гру виконавиці головної ролі «видатною», а її персонажку — Бет Гармон — «однією із найбільш захоплюючих телеперсонажі року». Алан Сепінволл із Rolling Stone похвалив акторські роботи Тейлор-Джой і Білла Кемпа. Про останнього він написав: «Кемп грає роль Шайбеля з таким притяганням, і такою помітною, хоча і стриманою, прив'язаністю до цієї самотньої дівчинки, що навчання Бет захоплююче навіть попри те, що інші сцени в притулку надмірно повторюються». Еллісон Шумейкер із RogerEbert.com зауважила, що, окрім головних акторів, добре впоралися зі своєю роботою і ті виконавці, які зіграли незначні ролі.
Критики не забули порівняти мінісеріал з іншими кінокартинами. Майк Гейл з The New York Times вважає, що за атмосферою «Ферзевий гамбіт» можна порівняти з телесеріалом «Корона». Схожої думки дотримується і кінокритик Джоел Келлер. Окрім того, боротьба геніальної Бет Гармон із залежністю нагадала йому про Шерлока Холмса і телесеріал «Лікарня Нікербокер». На думку Рейчел Сайм із The New Yorker, естетично шоу нагадує драматичний серіал «Божевільні». Браян Толлеріко з The Playlist прирівняв мінісеріал до мелодрам режисера Дугласа Сірка через красивий візуальний ряд. Роберт Ллойд у своїй статті порівнює «Ферзевий гамбіт» з телесеріалом «Дивовижна місис Мейзел» (оскільки це історія про дівчину, яка упродовж 1950-60-их років добивається успіху в області, де домінують чоловіки), а також із фільмом «Ігри розуму» (тому що мінісеріал показує, як мислить геніальна особа). На думку Келлі Лоулер з USA Today, Бет Гармон у своїй геніальності можна прирівняти до Джона Неша з вищезгаданих «Ігор розуму», або Вілла Гантінґа з драми «Розумник Вілл Гантінґ». Емілі ВанДерВерфф із Vox порівняла Бет із Джейком Ламоттою з фільму «Скажений бик» (бо обидва талановиті і «борються з гендерними очікуваннями суспільства»), а також із Полін Кросс із драмедії «Безтурботна» (тому що двоє змушують світ рахуватися з ними). Меттью Гілберту героїня Тейлор-Джой нагадала персонажа Бенедикта Камбербетча з мінісеріалу «Патрік Мелроуз» (теж наркозалежний з важким дитинством).
Кінокритики знайшли й недоліки в мінісеріалі. Браян Лоурі вважає шоу задовгим і втомливим. Алан Сепінволл також стверджує, що серіал триває надто довго, і що творці шоу неповністю розкривають персонажів. Ліллі Денсігер з Harper's Bazaar розкритикувала мінісеріал за те, що в ньому геніальність Бет пов'язана з використанням транквілізаторів. Вона назвала такий зв'язок «обманом», використавши цитату Стівена Кінга для підтвердження своїх слів: «Думка про те, що творчі потуги і речовини, які змінюють свідомість, щільно пов'язані між собою, — це один із великих попінтелектуальних міфів нашого часу». Бетоні Батлер із The Washington Post вважає недоліком шоу недостатнє розкриття персонажки Мозес Інґрем — Джолін.

### Відгуки шахової спільноти

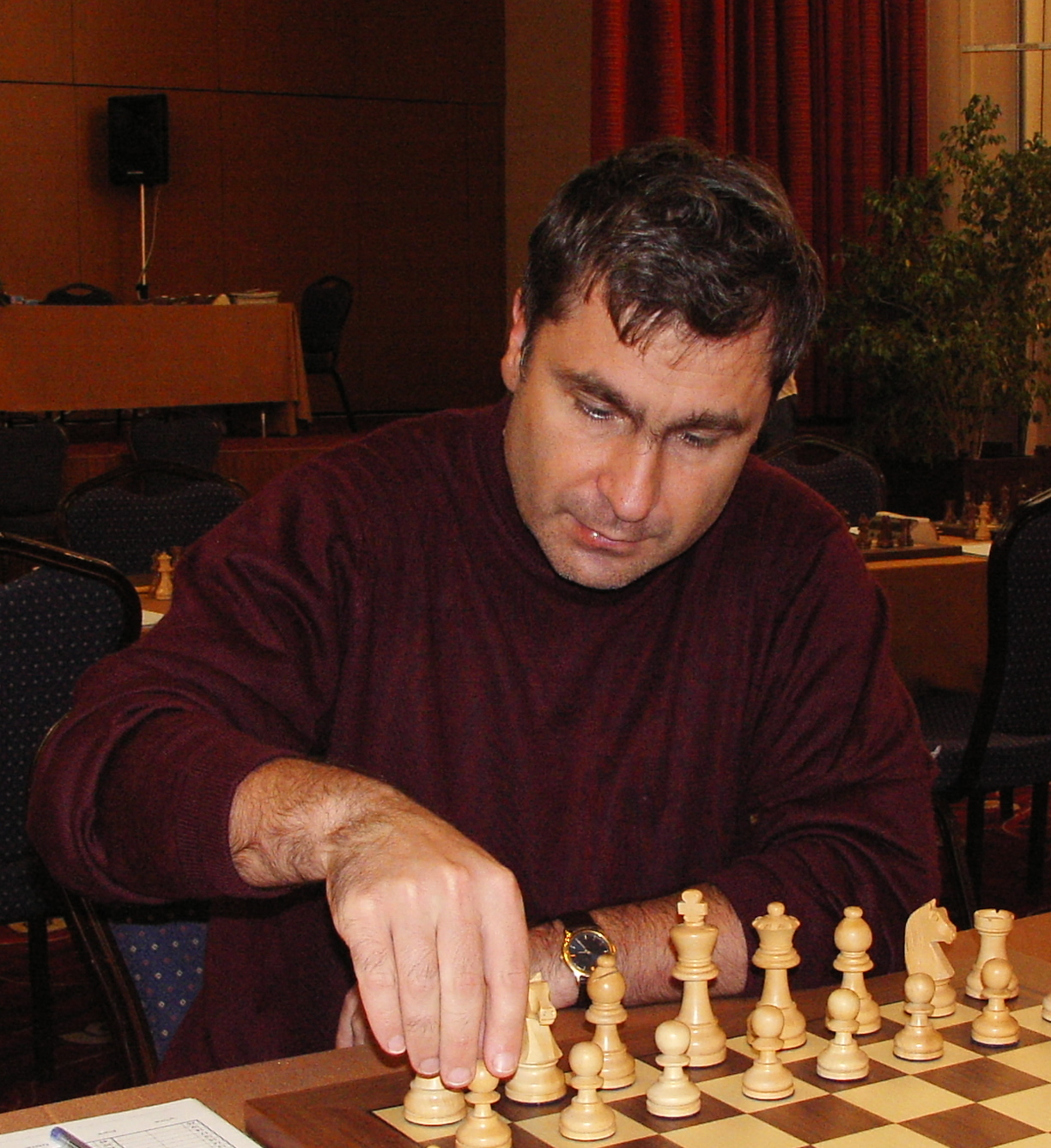
Гросмейстер Василь Іванчук позитивно висловився про мінісеріал

Серіал отримав схвальні відгуки від шахової спільноти за зображання гри і гравців. Американська шахістка Дженніфер Шахаде в інтерв'ю Vanity Fair сказала: «Все, що стосується гри, в серіалі показано дуже тонко». Український гросмейстер Василь Іванчук в інтерв'ю Радіо Свободі похвалив серіал. Йому сподобався образ головної героїні, який, на його думку, є гарним, хоч і «досить нетиповим для жіночих шахів», а також відзначив те, що автори шоу вдало зобразили внутрішній світ шахістки: «… як Бет Гармон захищає себе від усього того, що їй непотрібно, від різних ідей, від релігійних організацій чи від ідей боротьби зі світовим комунізмом. Вона хоче зосередитися на шахах, робити свою роботу, на інтуїтивному рівні має свій унікальний світ, який несхожий на світ інших людей і повинна захищати цей світ від непотрібного впливу». Українські шахістки, сестри Анна і Марія Музичук, похвалили акторів серіалу, а також вважають, що «Ферзевий гамбіт» сприяє популяризації гри у шахи. З ними погоджується тринадцятий чемпіон світу з шахів Гаррі Каспаров, який заявив, що «шахи в цьому серіалі грають таку позитивну роль, що я очікую нового шахового буму, в першу чергу в Америці». Чинний чемпіон світу з шахів Магнус Карлсен дав серіалу 5 із 6-ти зірок.

### Судовий позов
У фінальному епізоді мінісеріалу згадується грузинська шахістка Нона Гапріндашвілі як «чемпіонка світу серед жінок, яка ніколи не грала проти чоловіків». Насправді Гапріндашвілі часто грала з чоловіками, зокрема з гросмейстерами. В інтерв'ю BBC вона прокоментувала цю помилку у серіалі: «Прикро, звісно, тому що коли про шахи знімають фільм, і, тим паче розповідають про чемпіонку світу, то вже тут повинна бути точність». В інтерв'ю The Calvert Journal вона заявила, що «ганебно поширювати неправдиву інформацію про чиїсь досягнення». Попри це Гапріндашвілі відмітила, що серіал точно зображає тиск в професійних шахах, заявивши: «Потрібно бути психологічно і фізично сильним, і прагнути досконалості».
У вересні 2021 року Гапріндашвілі подала позов проти Netflix за наклеп до федерального окружного суду Лос-Анджелеса. Вона вимагала виплатити п'ять мільйонів доларів компенсації, публічного вибачення за неправдиву інформацію, а також її виправлення. Як заявили адвокати Гапріндашвілі, «твердження про те, що вона ніколи не грала з чоловіками, є явно хибним, грубо сексистським і принизливим». До того ж Гапріндашвілі образилася через те, що її назвали «росіянкою», оскільки за часів СРСР грузини зазнали страждань від панування Росії, а також через російсько-грузинську війну 2008 року. Щоб виправити ситуацію, Гапріндашвілі особисто спробувала зв'язатися з Netflix, але їй відмовили. Netflix назвав претензії «необґрунтованими». Стрімінговий сервіс запевнив, що «дуже поважає» Гапріндашвілі, як і її «блискучу кар'єру», але «буде захищати свої права через суд».
У січні 2022 року стало відомо, що федеральний окружний суд Каліфорнії відмовився відхилити позов Гапріндашвілі проти Netflix на прохання стрімінгової компанії. Netflix переконував, що мінісеріал є вигадкою, а перша поправка Конституції США надає творцям шоу широку свободу у створенні контенту. Однак у своєму рішенні суддя Вірджинія Філіпс заявила, що «Netflix не наводить прикладів, і суд не знає жодних справ, які виключають позови про наклеп за зображення реальних осіб у вигаданих творах. І той факт, що серіал був вигаданим твором, не захищає Netflix від відповідальності за наклеп».
У вересні 2022 року Netflix врегулював позов, однак деталі угоди не розголошуються.

### Дискусія про сексизм
Мінісеріал розв'язав широке обговорення гендерної нерівності і сексизму в шахах. На думку гросмейстерки Юдіт Полгар, у серіалі суперники-чоловіки «були занадто добрі до головної героїні», що не відповідає її власному досвіду. За словами Полгар, у реальному житті деякі чоловіки «відмовлялися потиснути руки», дозволяли собі «зневажливі коментарі щодо її таланту» та «образливі жарти». Полгар переконана, що основним фактором, який спричиняє гендерну нерівність, є менша підтримка дівчат у шахах, ніж хлопців, у юному віці (сексизм в освіті). З Полгар згодна головна редакторка видання Гендер в деталях Тамара Злобіна, яка вважає, що якби головна героїня жила в реальних 1960-их, то «вона б запивала алкоголем не біль від програшу світовому чемпіону, а сексистські нападки, сексуальні домагання, і нескінченні висміювання». На думку Злобіної, серіал не зображає сексизм того часу, але ця історична «невідповідність» якраз і робить шоу успішним. Вона пояснює це тим, що «у 2020-их жінки втомилися від цькування», а «чоловіки втомилися цькувати жінок». У статті для The Washington Post Моніка Гессе розкритикувала мінісеріал, назвавши його «найкращим фентезі-шоу року». Вона вважає серіал «ескапістським», «ревізіоністською історією» і «чудовим майбутнім», оскільки «безперешкодний шлях до успіху» головної героїні «не переривається сексизмом», а небезпека з боку чоловіків «ніколи не матеріалізується». За словами гросмейстерки серед жінок Юлії Осьмак, вона також бачила «прояви стереотипів та упередженості до жінок у шахах». З ними не погоджується гросмейстерка Ірина Круш, яка заявила, що «атмосфера того, що творці шоу показують в серіалі, відповідає моєму досвіду». На думку чинної чемпіонки Великої Британії серед жінок Йованки Гуски гравці на високому рівні поважають одне одного, а сексизм більш розповсюджений «на рівні хобі».
Магнусу Карлсену сподобалося, що в серіалі Бет Гармон «оцінювали за її талант, а не за стать». Він згоден, що сексизм в шахах залишається актуальною проблемою, заявивши, що «необхідно трохи змінити культуру». На його думку, також треба змінити формат шахових турнірів (станом на 2020 рік є «відкриті» змішані турніри, де участь можуть брати як чоловіки, так і жінки, а також виключно жіночі турніри), щоб зробити їх більш гендерно рівними. Журналіст Дмитро Литвинов відзначає, що одним із чинників гендерної нерівності є те, що «у багатьох патріархально налаштованих країнах шахи все ще вважаються негідним заняттям для жінок — мовляв, вони мають думати переважно про те, як створити родину».

### Нагороди й номінації
| Нагорода                                        | Дата церемонії          | Номінант(и) | Категорія                                                                            | Результат | Прим.           |
| ----------------------------------------------- | ----------------------- | --- | ------------------------------------------------------------------------------------ | --------- | --------------- |
| Премія IGN                                      | 21 грудня 2020 року     | «Ферзевий гамбіт» | Найкращий телесеріал року                                                            | Номінація | [ 94 ]          |
| Премія IGN                                      | 21 грудня 2020 року     | «Ферзевий гамбіт» | Найкращий драматичний телесеріал року                                                | Перемога  | [ 94 ]          |
| Премія IGN                                      | 21 грудня 2020 року     | «Ферзевий гамбіт» | Найкращий новий телесеріал року                                                      | Номінація | [ 94 ]          |
| Премія IGN                                      | 21 грудня 2020 року     | Аня Тейлор-Джой | Найкраща драматична роль у телесеріалі                                               | Номінація | [ 94 ]          |
| Премія Голлівуду за музику у візуальних медіа   | 27 січня 2021 року      | Карлос Рафаель Рівера | Найкраща оригінальна музика в телесеріалі або мінісеріалі                            | Перемога  | [ 95 ] [ 96 ]   |
| Премія Голлівуду за музику у візуальних медіа   | 27 січня 2021 року      | Карлос Рафаель Рівера | Найкраща головна музична тема в телесеріалі або мінісеріалі                          | Номінація | [ 95 ] [ 96 ]   |
| Премія «Супутник»                               | 15 лютого 2021 року     | «Ферзевий гамбіт» | Найкращий мінісеріал                                                                 | Номінація | [ 97 ]          |
| Премія «Супутник»                               | 15 лютого 2021 року     | Аня Тейлор-Джой | Найкраща жіноча роль у мінісеріалі або телефільмі                                    | Номінація | [ 97 ]          |
| Премія «Золотий глобус»                         | 28 лютого 2021 року     | «Ферзевий гамбіт» | Найкращий мінісеріал або телефільм                                                   | Перемога  | [ 98 ]          |
| Премія «Золотий глобус»                         | 28 лютого 2021 року     | Аня Тейлор-Джой | Найкраща жіноча роль у мінісеріалі або телефільмі                                    | Перемога  | [ 98 ]          |
| Премія «Вибір телевізійних критиків»            | 7 березня 2021 року     | «Ферзевий гамбіт» | Найкращий мінісеріал                                                                 | Перемога  | [ 99 ]          |
| Премія «Вибір телевізійних критиків»            | 7 березня 2021 року     | Аня Тейлор-Джой | Найкраща жіноча роль у мінісеріалі або телефільмі                                    | Перемога  | [ 99 ]          |
| Премія «Вибір телевізійних критиків»            | 7 березня 2021 року     | Маріель Геллер | Найкраща жіноча роль другого плану у мінісеріалі або телефільмі                      | Номінація | [ 99 ]          |
| Премія «Сценарист» УПК                          | 13 березня 2021 року    | Скотт Френк (за епізод «Дебюти»); на основі роману Волтера Тевіса | Найкращий адаптований сценарій для телебачення                                       | Перемога  | [ 100 ]         |
| South by Southwest                              | 19 березня 2021 року    | Саскія Марка | Найкращий дизайн титрів                                                              | Перемога  | [ 101 ]         |
| Премія Гільдії сценаристів Америки              | 21 березня 2021 року    | Скотт Френк і Аллан Скотт; на основі роману Волтера Тевіса | Найкращий адаптований сценарій телепередачі — довга форма                            | Перемога  | [ 102 ]         |
| Премія Гільдії продюсерів США                   | 24 березня 2021 року    | Маркус Лоджс, Мік Анісето, Вільям Горберг, Скотт Френк і Аллан Скотт | Найкраще продюсування мінісеріалу                                                    | Перемога  | [ 103 ]         |
| Премія Гільдії художників з гриму і зачісок     | 3 квітня 2021 року      | Денієл Паркер | Найкращий історичний грим у телесеріалі, мінісеріалі або новому телесеріалі          | Перемога  | [ 104 ]         |
| Премія Гільдії художників з гриму і зачісок     | 3 квітня 2021 року      | Денієл Паркер | Найкращі історичні зачіски у телесеріалі, мінісеріалі або новому телесеріалі         | Номінація | [ 104 ]         |
| Премія Гільдії кіноакторів                      | 4 квітня 2021 року      | Білл Кемп | Найкраща чоловіча роль у телефільмі або мінісеріалі                                  | Номінація | [ 105 ]         |
| Премія Гільдії кіноакторів                      | 4 квітня 2021 року      | Аня Тейлор-Джой | Найкраща жіноча роль у телефільмі або мінісеріалі                                    | Перемога  | [ 105 ]         |
| Премія Гільдії режисерів Америки                | 10 квітня 2021 року     | Скотт Френк | Найкраща режисура телефільму або мінісеріалу                                         | Перемога  | [ 106 ]         |
| Премія Гільдії художників-постановників США     | 10 квітня 2021 року     | Улі Ганіш | Найкраща художня постановка телефільму або мінісеріалу                               | Перемога  | [ 107 ]         |
| Премія Гільдії художників з костюмів            | 13 квітня 2021 року     | Габріель Біндер (за епізод «Ендшпіль») | Найкращий дизайн історичних костюмів у телесеріалі                                   | Перемога  | [ 108 ]         |
| Премія «Золота котушка»                         | 16 квітня 2021 року     | Ерік Гірш, Грегг Святловскі, Вайлі Стейтман, Патрік Сісеро, Ерік Гоен, Лео Марсель, Джеймс Девід Реддінг III і Рейчел Ченсі (за епізод «Ендшпіль»)                               | Найкращий монтаж звуку — епізодична довга форма — звукові та шумові ефекти           | Перемога  | [ 109 ]         |
| Премія «Золота котушка»                         | 16 квітня 2021 року     | Грегг Святловскі, Ерік Гірш, Ерік Гоен, Мері-Еллен Порто і Вайлі Стейтман (за епізод «Ендшпіль»)                                                                                 | Найкращий монтаж звуку — епізодична довга форма — діалог і ADR                       | Перемога  | [ 109 ]         |
| Премія «Золота котушка»                         | 16 квітня 2021 року     | Том Крамер (за епізод «Відкладена партія») | Найкращий монтаж звуку — епізодична довга форма — музика                             | Перемога  | [ 109 ]         |
| Премія Асоціації звукорежисерів США             | 17 квітня 2021 року     | Роланд Вінке, Ерік Гоен, Ерік Гірш, Лео Марсель, Лоуренс Манчестер (за епізод «Мітельшпіль»)                                                                                     | Найкраще зведення звуку у телефільмі або мінісеріалі                                 | Перемога  | [ 110 ]         |
| Премія Американської асоціації монтажерів       | 17 квітня 2021 року     | Мішель Тесоро (за епізод «Якість») | Найкращий монтаж мінісеріалу або телефільму                                          | Перемога  | [ 111 ]         |
| Премія Американського товариства кінооператорів | 18 квітня 2021 року     | Стівен Мейцлер (за епізод «Ендшпіль») | Найкраща операторська робота в телефільмі, мінісеріалі або пілотному епізоді         | Перемога  | [ 112 ]         |
| Кіно- та теленагороди MTV                       | 16 травня 2021 року     | Аня Тейлор-Джой | Найкраща роль у телесеріалі                                                          | Номінація | [ 113 ]         |
| Премія Клубу артдиректорів Нью-Йорка            | 9 червня 2021 року      | Саскія Марка | Нагорода «Бронзовий куб» за дизайн титрів                                            | Перемога  | [ 114 ]         |
| Премія Асоціації критиків Голлівуду             | 29 серпня 2021 року     | «Ферзевий гамбіт» | Найкращий стрімінговий мінісеріал або телефільм                                      | Номінація | [ 115 ] [ 116 ] |
| Премія Асоціації критиків Голлівуду             | 29 серпня 2021 року     | Аня Тейлор-Джой | Найкраща жіноча роль у мінісеріалі або телефільмі                                    | Перемога  | [ 115 ] [ 116 ] |
| Премія Асоціації критиків Голлівуду             | 29 серпня 2021 року     | Білл Кемп | Найкраща чоловіча роль другого плану у мінісеріалі або телефільмі                    | Номінація | [ 115 ] [ 116 ] |
| Премія Асоціації критиків Голлівуду             | 29 серпня 2021 року     | Маріель Геллер | Найкраща жіноча роль другого плану у мінісеріалі або телефільмі                      | Номінація | [ 115 ] [ 116 ] |
| Прайм-тайм творча премія «Еммі»                 | 11-12 вересня 2021 року | Еллен Льюїс, Кейт Спренс, Олівія Скотт-Вебб, Тіна Джеруссі, Анна-Лена Слейтер, Татьяна Мучнік і Штефані Майле                                                                    | Найкращий кастинг мінісеріалу або телефільму                                         | Перемога  | [ 117 ]         |
| Прайм-тайм творча премія «Еммі»                 | 11-12 вересня 2021 року | Стівен Мейцлер (за епізод «Ендшпіль») | Найкраща операторська робота мінісеріалу або телефільму                              | Перемога  | [ 117 ]         |
| Прайм-тайм творча премія «Еммі»                 | 11-12 вересня 2021 року | Габрієль Біндер, Джина Краусс, Катрін Гофман, Ненроуз Бухман і Спарка Лі Голл (за епізод «Ендшпіль»)                                                                             | Найкращі історичні костюми                                                           | Перемога  | [ 117 ]         |
| Прайм-тайм творча премія «Еммі»                 | 11-12 вересня 2021 року | Денієл Паркер (за епізод «Відкладена партія») | Найкращий історичний грим (непластичний)                                             | Перемога  | [ 117 ]         |
| Прайм-тайм творча премія «Еммі»                 | 11-12 вересня 2021 року | Саскія Марка і Девід Вайт | Найкращий дизайн титрів                                                              | Номінація | [ 117 ]         |
| Прайм-тайм творча премія «Еммі»                 | 11-12 вересня 2021 року | Карлос Рафаель Рівера (за епізод «Ендшпіль») | Найкраща музика в мінісеріалі або телефільмі                                         | Перемога  | [ 117 ]         |
| Прайм-тайм творча премія «Еммі»                 | 11-12 вересня 2021 року | «I Can't Remember Love» – Анна Гаусс, Роберт Вайнредер і Вільям Горберг (за епізод «Відкладена партія»)                                                                          | Найкраща оригінальна музика і слова                                                  | Номінація | [ 117 ]         |
| Прайм-тайм творча премія «Еммі»                 | 11-12 вересня 2021 року | Рендалл Постер (за епізод «Відкладена партія») | Найкраще керівництво музикою                                                         | Номінація | [ 117 ]         |
| Прайм-тайм творча премія «Еммі»                 | 11-12 вересня 2021 року | Мішель Тесоро (за епізод «Якість») | Найкращий монтаж мінісеріалу або телефільму                                          | Перемога  | [ 117 ]         |
| Прайм-тайм творча премія «Еммі»                 | 11-12 вересня 2021 року | Улі Ганіш, Кай Карла Кох і Сабіне Шааф | Найкраща художня постановка історичної або фентезі програми (одногодинної або довше) | Перемога  | [ 117 ]         |
| Прайм-тайм творча премія «Еммі»                 | 11-12 вересня 2021 року | Грегг Святловскі, Ерік Гірш, Вайлі Стейтман, Лео Марсель, Мері-Еллен Порто, Патрік Сісеро, Джеймс Девід Реддінг III, Ерік Гоен, Том Крамер і Рейчел Ченсі (за епізод «Ендшпіль») | Найкращий монтаж звуку в мінісеріалі або телефільмі                                  | Перемога  | [ 117 ]         |
| Прайм-тайм творча премія «Еммі»                 | 11-12 вересня 2021 року | Ерік Гірш, Ерік Гоен, Роланд Вінке і Лоуренс Манчестер (за епізод «Ендшпіль») | Найкраще зведення звуку в мінісеріалі або телефільмі                                 | Перемога  | [ 117 ]         |
| Премія Асоціації телевізійних критиків          | 15 вересня 2021 року    | «Ферзевий гамбіт» | Телесеріал року                                                                      | Номінація | [ 118 ]         |
| Премія Асоціації телевізійних критиків          | 15 вересня 2021 року    | «Ферзевий гамбіт» | Найкращий телефільм або мінісеріал                                                   | Номінація | [ 118 ]         |
| Премія Асоціації телевізійних критиків          | 15 вересня 2021 року    | Аня Тейлор-Джой | Найкраща драматична роль                                                             | Номінація | [ 118 ]         |
| Прайм-тайм премія «Еммі»                        | 19 вересня 2021 року    | «Ферзевий гамбіт» | Найкращий мінісеріал                                                                 | Перемога  | [ 119 ]         |
| Прайм-тайм премія «Еммі»                        | 19 вересня 2021 року    | Аня Тейлор-Джой | Найкраща жіноча роль у мінісеріалі або телефільмі                                    | Номінація | [ 119 ]         |
| Прайм-тайм премія «Еммі»                        | 19 вересня 2021 року    | Томас Броді-Сангстер | Найкраща чоловіча роль другого плану у мінісеріалі або телефільмі                    | Номінація | [ 119 ]         |
| Прайм-тайм премія «Еммі»                        | 19 вересня 2021 року    | Мозес Інґрем | Найкраща жіноча роль другого плану у мінісеріалі або телефільмі                      | Номінація | [ 119 ]         |
| Прайм-тайм премія «Еммі»                        | 19 вересня 2021 року    | Скотт Френк | Найкраща режисура мінісеріалу або телефільму                                         | Перемога  | [ 119 ]         |
| Прайм-тайм премія «Еммі»                        | 19 вересня 2021 року    | Скотт Френк | Найкращий сценарій мінісеріалу або телефільму                                        | Номінація | [ 119 ]         |

### Інтерес до гри
У листопаді 2020 року The Washington Post повідомив, що пандемія коронавірусної хвороби 2019 підняла зацікавленість до шахів, а після успіху «Ферзевого гамбіту» популярність цієї гри вибухнула. The New York Times порівняв інтерес до шахів зі «схожою шаховою манією», яка виникла після того, як Боббі Фішер переміг Бориса Спаського, ставши чемпіоном світу в 1972 році. Після прем'єри серіалу кількість пошукових запитів щодо шахів у Google збільшилася удвічі, а запит «як грати в шахи» досяг дев'ятирічного максимуму; попит на шахові набори на eBay зріс на 250 %; на сервісі Twitch за жовтень переглянули 4,2 мільйона годин гри у шахи, а це практично вдвічі більше, ніж у жовтні 2019 року, коли проглянули 2,4 мільйона годин; на сайті Chess.com кількість нових користувачів збільшилася в п'ять разів, а додаток Chess.com у США піднявся на 256 позицій у рейтингу завантажень, а також досяг третього місця у США і другого у Великій Британії в категорії «стратегічних ігор» для iPhone.

## В культурі
В грудні 2020 року компанія «Funko» анонсувала, що випустить три вінілові фігурки Бет Гармон у червні 2021 року. На початку 2021 року готель «21c Museum Hotel» в Лексінгтоні, штат Кентуккі, відкрив номер «The Harmon» у ретростилі серіалу. Кімната особлива тим, що на стелі над ліжком є велетенська шахова дошка з фігурами (яка схожа на ту, яка була в наркотичних галюцинаціях Бет). У березні 2021 року, у зв'язку з успіхом мінісеріалу, театральні права на роман Тевіса придбала продюсерська компанія «Level Forward» з наміром створити мюзикл. Того ж року компанія «Mixlore» випустила настільну гру за мотивом серіалу, в яку можуть грати від двох до чотирьох гравців. У червні 2022 року Netflix оголосив про запуск мобільної гри, яка основана на мінісеріалі, і розроблена «Ripstone Games».